# الرابطة الوطنية لرياضة الجامعات
الرابطة الوطنية لرياضة الجامعات: أو (NCAA) رابطة تتألف من 1281 فرق رياضية من جامعات ومؤسسات تعليمية في الولايات المتحدة وكندا. ومقرها في إنديانابوليس، إنديانا.
تتألف من ثلاثة مستويات مقسمة حسب قوة الفرق وتأسست سنة 1906. وفيها جميع الألعاب الرياضية للفرق وللافراد للرجال والسيدات. اللاعبون واللاعبات فيها هم طلاب في الجامعات التي يمثلونها.

## روابط خارجية
- الرابطة الوطنية لرياضة الجامعات على موقع الموسوعة البريطانية (الإنجليزية)